# CHUD Tools
The Computer Hardware Understanding Developer Tools (CHUD Tools) è un insieme di programmi inclusi negli Apple Developer Tools per il sistema operativo macOS. Questi programmi sono nati per analizzare i programmi scritti dagli sviluppatori al fine di individuare le sezioni da migliore/ottimizzare. Questi programma non fanno parte del pacchetto standard Xcode e vanno installati a parte.
CHUD Tools includono Shark (un analizzatore di codice che genera avvertimenti sul codice da ottimizzare), MONster e PMC Index (programmi che lavorano con dei contatori interni che misurano le prestazioni dei programmi), Saturn (un altro ottimizzatore di codice), e  un simulatore a riga di comando per i processori G4 G5.